# Zimowy Olimpijski Festiwal Młodzieży Europy 2019
Zimowy Olimpijski Festiwal Młodzieży Europy 2019 – czternasta edycja zimowego olimpijskiego festiwalu młodzieży. Zostały rozegrane w dniach 9–16 lutego w stolicy Bośni i Hercegowiny, Sarajewie i w Sarajewie Wschodnim. Oficjalna ceremonia otwarcia odbyła się 10 lutego na stadionie im. Asima Ferhatovicia Hasego. Znicz zapaliła bośniacka judoczka Larisa Cerić.

## Kalendarz
| Luty                  | 10 N | 11 Pn | 12 Wt | 13 Śr | 14 Cz | 15 Pt | Konkurencje |
| --------------------- | ---- | ----- | ----- | ----- | ----- | ----- | ----------- |
| Ceremonie             | ●    |       |       |       |       | ●     |             |
| Biathlon              |      |       | 2     | 2     |       | 1     | 5           |
| Biegi narciarskie     |      | 2     | 2     |       | 2     | 1     | 7           |
| Curling               |      | ●     | ●     | ●     | ●     | 1     | 1           |
| Hokej na lodzie       |      | ●     | ●     | ●     | ●     | 1     | 1           |
| Łyżwiarstwo figurowe  |      |       |       | ●     | 2     |       | 2           |
| Narciarstwo alpejskie |      | 1     | 1     | 1     | 1     | 1     | 5           |
| Short track           |      | 2     | 2     |       |       | 3     | 7           |
| Snowboarding          |      | ●     | 1     |       | 1     |       | 2           |
| Liczba finałów        |      | 5     | 8     | 3     | 6     | 8     | 30          |

     Ceremonia otwarcia
     Ceremonia zamknięcia
     Finały
     Rundy grupowe/półfinały

## Klasyfikacja medalowa
| Pozycja | Reprezentacja   |    |    |    | Razem |
| ------- | --------------- | -- | -- | -- | ----- |
| 1.      | Norwegia        | 6  | 1  | 5  | 12    |
| 2.      | Szwajcaria      | 5  | 5  | 2  | 12    |
| 3.      | Francja         | 4  | 3  | 4  | 11    |
| 4.      | Austria         | 3  | 1  | 2  | 6     |
| 5.      | Węgry           | 3  | 0  | 3  | 6     |
| 6.      | Rosja           | 2  | 7  | 3  | 12    |
| 7.      | Słowacja        | 2  | 2  | 0  | 4     |
| 8.      | Polska          | 2  | 1  | 2  | 5     |
| 9.      | Niemcy          | 2  | 1  | 1  | 4     |
| 10.     | Włochy          | 1  | 3  | 1  | 5     |
| 11.     | Czechy          | 1  | 0  | 1  | 2     |
| 11.     | Wielka Brytania | 1  | 0  | 1  | 2     |
| 13.     | Słowenia        | 0  | 2  | 0  | 2     |
| 14.     | Białoruś        | 0  | 1  | 2  | 3     |
| 14.     | Finlandia       | 0  | 1  | 2  | 3     |
| 16.     | Turcja          | 0  | 1  | 1  | 2     |
| 17.     | Belgia          | 0  | 1  | 0  | 1     |
| 17.     | Estonia         | 0  | 1  | 0  | 1     |
| 17.     | Litwa           | 0  | 1  | 0  | 1     |
| 20.     | Holandia        | 0  | 0  | 2  | 2     |
| 20.     | Ukraina         | 0  | 0  | 2  | 2     |
| Razem   | Razem           | 32 | 32 | 34 | 98    |

## Dyscypliny
- Biathlon (szczegóły)
- Biegi narciarskie (szczegóły)
- Curling (szczegóły)
- Hokej na lodzie (szczegóły)
- Łyżwiarstwo figurowe (szczegóły)
- Narciarstwo alpejskie (szczegóły)
- Short track (szczegóły)
- Snowboarding (szczegóły)

## Miejsca
| Miejsce                                      | Dyscypliny                                                        |
| -------------------------------------------- | ----------------------------------------------------------------- |
| Bjelašnica                                   | Narciarstwo alpejskie (drużynowy slalom równoległy), snowboarding |
| Jahorina                                     | Narciarstwo alpejskie (slalom, slalom gigant)                     |
| Sport-Business Center „Peki“                 | Curling                                                           |
| Hala olimpijska im. Juana Antonio Samarancha | Hokej na lodzie                                                   |
| Skenderija                                   | Łyżwiarstwo figurowe                                              |
| Igman                                        | Biegi narciarskie                                                 |
| Dvorišta                                     | Biathlon                                                          |
| Gradski SRC Slavija                          | Short track                                                       |

## Ceremonia otwarcia

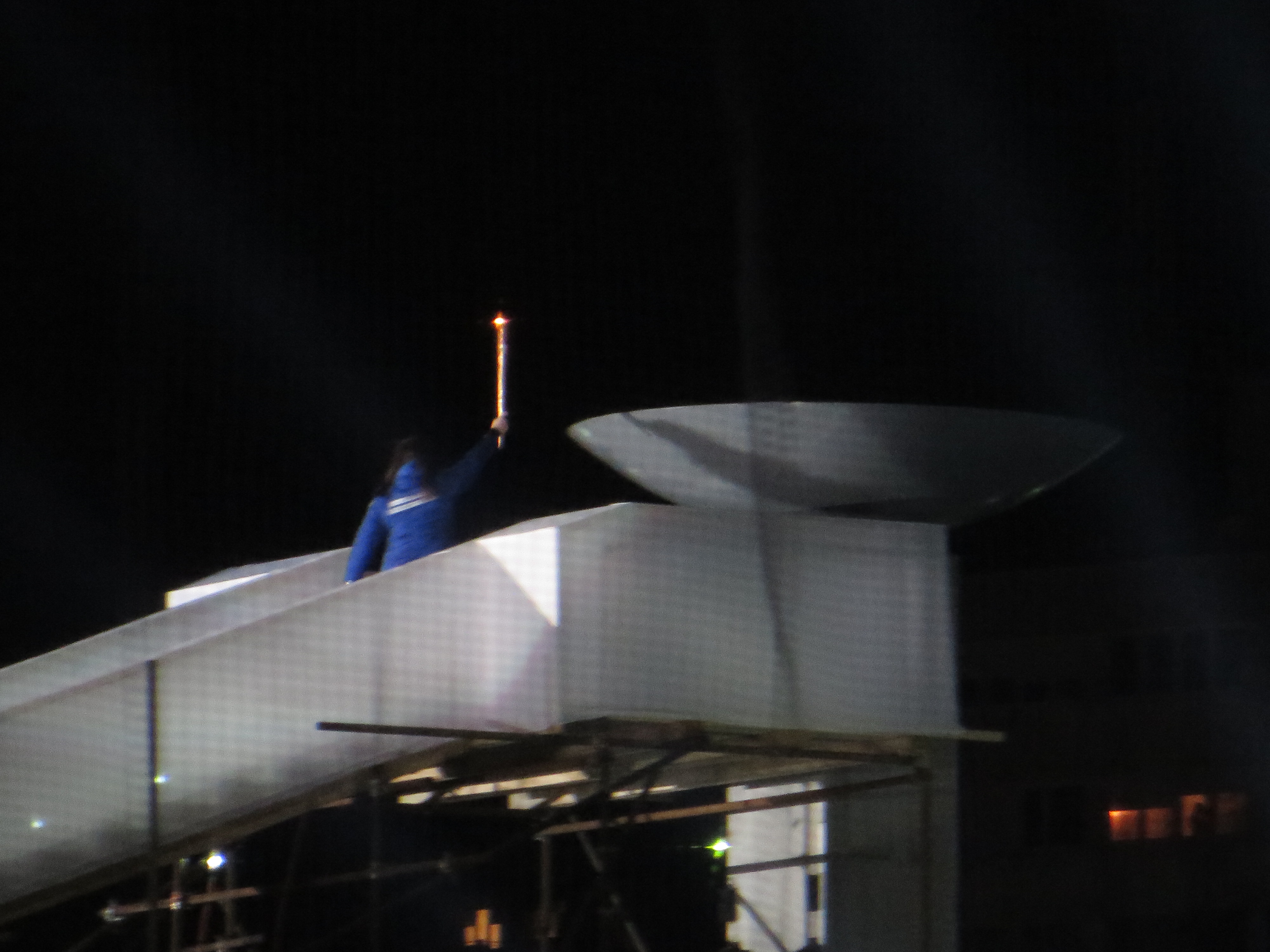
Larisa Cerić podczas zapalania znicza olimpijskiego.

Oficjalna ceremonia otwarcia odbyła się 10 stycznia 2019 roku o godzinie 19:00 lokalnego czasu na stadionie im. Asima Ferhatovicia Hasego w Sarajewie, na którym rozpoczęły się również Zimowe Igrzyska Olimpijskie 1984. Ceremonia nosiła nazwę „We create together“ („Tworzymy razem“). Po występie artystycznym i przemarszu uczestników przemówienia wygłosili kolejno burmistrz Sarajewa Wschodniego Nenad Vuković, prezydent Europejskiego Komitetu Olimpijskiego Janez Kocijančič i przewodniczący Prezydium Bośni i Hercegowiny Milorad Dodik. Następnie została wywieszona na maszt flaga olimpijska, po czym zaprezentowano oficjalną piosenkę festiwalu. Ślubowanie olimpijskie złożyli w imieniu zawodników Asja Klačar, w imieniu sędziów – Slaviša Lučić, a w imieniu trenerów – Nihada Bašić. Po następnej prezentacji taneczno-artystycznej na stadion wjechał ogień, który przekazywany przez wyznaczonych ludzi dotarł do Larisy Cerić, która zapaliła znicz olimpijski. Na zakończenie odbył się pokaz pirotechniki.

## Maskotka
W dniach 13–15 października 2017 roku ogłoszono konkurs na najbardziej kreatywną maskotkę. Decydujące głosowanie odbyło się przez Facebooka i Instagrama. Zwycięzcą został Groodvy, który uzyskał 3,353 głosów. Ma on nawiązywać do bośniackich gór oraz symboliki olimpijskiej. Oficjalna prezentacja odbyła się podczas drugich Nieograniczonych Innowacyjnych Targów Sarajewa.

## Piosenka
Oficjalną piosenką igrzysk został utwór „Za pravu raju“. Tekst napisała Adela Šabić, zaś muzykę skomponował Elvir Laković Laka.

## Uczestniczące państwa
W zimowym olimpijskim festiwalu młodzieży wzięło udział 46 państw członkowskich Europejskiego Komitetu Olimpijskiego.

- Albania
- Andora
- Armenia
- Austria
- Belgia
- Białoruś
- Bośnia i Hercegowina
- Bułgaria
- Chorwacja
- Cypr
- Czarnogóra
- Czechy
- Dania
- Estonia
- Finlandia
- Francja
- Grecja
- Gruzja
- Hiszpania
- Holandia
- Irlandia
- Islandia
- Kosowo
- Liechtenstein
- Litwa
- Luksemburg
- Łotwa
- Macedonia Północna
- Mołdawia
- Niemcy
- Norwegia
- Polska
- Portugalia
- Rosja
- Rumunia
- San Marino
- Serbia
- Słowacja
- Słowenia
- Szwajcaria
- Szwecja
- Turcja
- Ukraina
- Węgry
- Wielka Brytania
- Włochy